# Mobius Motors
Mobius Motors Kenya Ltd. ist ein im Jahr 2010 für den afrikanischen Markt gegründeter Automobilhersteller. Der Name Mobius stammt von dem sogenannten Möbiusband, das eine spezielle mathematische Oberfläche darstellt.
Mobius Motors entwirft, konstruiert, testet, produziert und vertreibt SUV-Fahrzeuge für die rauen Straßenverhältnisse und das zerklüftete Gelände in vielen Teilen der regionalen afrikanischen Infrastruktur. Mobius nutzt einen vereinfachten Designansatz, um langlebige, erschwingliche Fahrzeuge zu produzieren. Damit kann Mobius mit Gebrauchtfahrzeugen konkurrieren, die derzeit den ostafrikanischen Automobilmarkt beherrschen.
Er ist der einzige offizielle Kraftfahrzeughersteller in Kenia und der derzeit einzige operative OEM in der ostafrikanischen Region.

## Schlüsselpersonen
Joel Jackson ist Gründer und CEO von Mobius Motors. Vor der Gründung von Mobius arbeitete Jackson an der Geschäftsstrategie eines mikro-forstwirtschaftlichen Sozialunternehmens im ländlichen Raum Kenias. Darüber hinaus beriet er Unternehmen in Europa und Nordamerika als Unternehmensberater. Er erhielt den TED Fellowship und Echoing Green Fellowship. Joel Jackson ist Absolvent des Imperial College London mit einem erstklassigen Abschluss in Informatik.

## Geschichte

### 2009–2011
Joel Jackson erkannte die Notwendigkeit eines robusten, erschwinglichen Fahrzeugs, um die Transportmöglichkeiten in Kenia, insbesondere in den ländlichen Gebieten, zu verbessern. Er bildete ein kleines Team, welches nach zehn Monaten Forschung und Entwicklung den „Mobius I“, den ersten Prototyp von Mobius Motors, baute. Der Mobius I lieferte wertvolle Erkenntnisse und prägte den Ansatz von Jackson für ein vereinfachtes Design und den intelligenten Einsatz von fertigen und erprobten Komponenten, um die Entwicklungskosten niedrig zu halten.
Zunächst operierte das Unternehmen aus einem kleinen Schuppen in Kilifi, an der kenianischen Küste. Das Unternehmen zog dann erst nach Mombasa und danach nach Nairobi, wo sich der heutige Firmensitz mit Showroom im Sameer Business Park an der Mombasa Road befindet.
Jackson registrierte Mobius Motors 2010 formell als Automobilhersteller. Er baute den Betrieb des Unternehmens selbstständig auf, bis 2012 zusätzliche externe Finanzierung beschafft wurde.

### 2011–2016
Die erste Finanzierungsrunde ermöglichte es Mobius Motors, mit dem Design und der Entwicklung des zweiten Prototyps zu beginnen. Dies führte schließlich zum ersten Produktionsmodell. Dieses verbesserte Modell wurde „Mobius II“ genannt und bot ein ausgereifteres Design und bessere Technik als das Vorgängermodell.
Im Mai 2014 wurde bekannt, dass mit der Unterstützung des Milliardärs Ronald Lauder im gleichen Jahr eine kleine Serie von 50 Autos hergestellt werden soll. Der Preis wurde nun auf 10.000 US-Dollar bzw. 870.000 Kenia-Schilling angegeben. Das erste Modell wurde im Oktober 2014 mit dem Preis auf 950.000 Schilling gesetzt.
Später im Jahr 2014 kamen die lang ersehnten ersten Produktionseinheiten des Mobius II auf den Markt. Trotz Bedenken aufgrund der Verschiebung des Einführungstermins wurden die Fahrzeuge sehr gut angenommen. Für den Mobius II wurde ein minimalistisches Design verwendet, das an der grundlegenden Funktionalität festhielt und auf Optionen moderner Autos wie Servolenkung, Türgriffe, GPS-Navigation und Glasfenster zunächst verzichtete.
Die 50 Fahrzeuge, die Mobius Motors in Zusammenarbeit mit KVM (Kenya Vehicle Manufacturer) produziert hatte, waren im Juni 2016 ausverkauft.

## Modelle
Der Mobius I blieb ein Prototyp. Darauf folgte der Mobius II. Beide wurden explizit für die Bedürfnisse der afrikanischen Verbraucher konzipiert. Der Verzicht auf Ausstattungsmerkmale wie Klimaanlage und Servolenkung senkt Gewicht und Kosten. Das Serienmodell von Oktober 2014 bietet acht Sitze. Die Zuladung ist mit 625 kg angegeben.
Nach Angaben des Herstellers treibt ein Vierzylinder-Ottomotor mit 1598 cm³ Hubraum und 86 PS Leistung die Fahrzeuge an. Die Höchstgeschwindigkeit ist mit 120 km/h angegeben. Die Fahrzeuge sind bei einem Radstand von 2300 mm 3883 mm lang, 1805 mm breit und 1874 mm hoch. Das Leergewicht ist mit 1275 kg angegeben.
Der Mobius III wurde im Mai 2014 und erneut im Oktober 2014 für 2016 angekündigt.

### Mobius I – der Prototyp
Mobius I war Mobius Motors’ erster Prototyp; ein funktionelles Fahrzeug, bestehend aus einem Stahlrohrrahmen und überwiegend Off-The-Shelf-Teilen (existierende Komponenten anderer Fahrzeuge). Trotz der Baukosten von KES 1,4 Millionen sah nach Worten des Gründers der Prototyp aus wie ein „Dünenbuggy“. Obwohl der Prototyp Mobius I von Schweißern und Mechanikern aus der Jua-Kali-Industrie (Informeller Sektor in Kenia von Kleinhändlern, Handwerkern und Unternehmern) gefertigt wurde, bewies er bereits, dass es Potenzial gibt, ein Auto zu bauen, das sowohl gepflasterte Stadtstraßen als auch nicht befestigte Wege in ländlichen Gebieten befahren kann. Aufbauend auf diesem Prototyp, wurde der anschließende Mobius II entwickelt.

### Mobius II (1. Generation)
Nach der Erhöhung der externen Finanzierung begann Mobius Motors mit der Arbeit am nächsten Prototyp für das erste Serienmodell. Der Mobius II (erste Generation) präsentierte sich detaillierter in Technik und Design; entwickelt von einem Team aus professionellen Ingenieuren. Die Kosten für den Bau dieses zweiten Prototyps waren KES 1,5 Millionen, mit einem Rekordentwicklungsplan von nur drei Monaten.
Im Oktober 2014 startete Mobius Motors die Produktion des Mobius II (erste Generation) mit einem Verkaufspreis von rund KES 1 Million. Dieser Preis machte ihn zum günstigsten Neufahrzeug in Kenia.
Die Bezeichnung Mobius II bezieht sich fortan dabei auf das Fahrzeugsegment (Fahrzeugklasse), nicht auf die sequenzielle Fortsetzung des Prototyps Mobius I.
Angaben
- Die Karosserie des Mobius II ist 3,9 m lang, 1,8 m breit sowie 1,85 m hoch und hat eine Bodenfreiheit von 28 cm. Das Fahrzeug hat ein Leergewicht von 1265 kg und eine maximale Ladekapazität von 625 kg.
- Angetrieben wird der Mobius II von einem 4-Zylinder-Benzinmotor mit 1598 cm³ und einer Leistung von 63 kW bei 5500/min. Mit dem 5-Gang-Handschaltgetriebe erreicht das Fahrzeug eine Höchstgeschwindigkeit von 120 km/h.
- Das maximale Drehmoment von 128 Nm wird bei 3000/min erreicht.
- Der zweitürige Mobius II ist für acht Passagiere ausgelegt, zwei vorne und sechs auf den Rücksitzen.

Obwohl der Markt die Fahrzeuge gut angenommen hatte und alle 50 Autos im Juni 2016 ausverkauft waren, wurde der Mobius II von einigen Kritikern als zu spartanisch beschrieben. So fehlten dem Fahrzeug beispielsweise Klimaanlage, Servolenkung und abschließbare Türen, und es bot auch nur Canvas/Leinen anstelle von Glas für die Seitenfenster an. Das Auto verfügte über ein abschließbares Fach in der Mittelkonsole, in der Besitzer die persönlichen Gegenstände sicher aufbewahren konnten, um Diebstähle zu vermeiden.
Die Kunden hatten auch keine Wahlmöglichkeiten für Mehr- oder Sonderausstattungen – eine Einschränkung, der in dem neuen Modell mit mehreren Ausstattungsvarianten und Optionen entgegengewirkt wird.

### Mobius II (2. Generation)
Der Mobius II (2. Generation) verfügt über eine längere und breitere Karosserie. Er misst 4,2 m in Länge, 1,9 m in der Breite und 1,8 m in der Höhe bei einem Radstand von 2,4 m. Das Auto verfügt zudem über eine vergrößerte Bodenfreiheit von 33 cm.
- Das Leergewicht beträgt 1650 kg und die maximale Zuladung liegt bei 625 kg.
- Das Fahrzeug wird von einem Reihen-4-Zylinder-Benzinmotor mit einer Kapazität von 1798 cc angetrieben. Mit doppelter Nockenwelle (DOHC), 16 Ventilen und einer variablen Ventilzeitsteuerung (VVT) erreicht es 98 kW bei 5600/min. Das Auto ist mit einem manuellen 5-Gang-Getrieb ausgestattet.
- Das maximale Drehmoment für den neuen Mobius II liegt bei 182 Nm in einem Drehzahlbereich von 3600 bis 4600/min.

Der Mobius II (2. Generation) ist eine Verbesserung des ersten Mobius II, im Hinblick auf ein schlankeres Design, eine robustere Fahrwerksstruktur sowie eine verbesserte Federung und eine optimierte Gewichtsverteilung. Mobius Motors führt im neuen Modell auch Servolenkung, Glasfenster, abschließbare Türen und ein Infotainmentsystem ein. Eine härtere Rahmenstruktur verbessern auch die Fähigkeit, starken Belastungen durch raue Straßenoberflächen standzuhalten. Das neue Fahrzeug wird in verschiedenen Farben und mit einer Auswahl an zusätzlichen Optionen wie Klimaanlage, Leichtmetallfelgen oder Dachträger erhältlich sein.
Mit dem neuen Mobius II erhalten die Kunden die Möglichkeit, Ausstattungsvarianten in einem Preisbereich von KES 1,3 Millionen bis KES 1,6 Millionen zu wählen. Die Käufer können zwischen drei Ausstattungsstufen für den neuen Mobius II wählen (Cargo, Adventure und Adventure Plus), wobei letztere unter anderem auch GPS-Navigation, Wi-Fi-Konnektivität und Bluetooth enthalten. Diese Diversifizierung ermöglicht es Mobius Motors, ein breiteres Publikum zu erreichen als beim Modell der ersten Generation.
Die vielleicht bemerkenswerteste Verbesserung im Design der neuen Mobius II (2. Generation) ist die Entwicklung eines erweiterbaren Leiterrahmens. Dies ermöglicht den Einsatz des Fahrzeugs für den öffentlichen Nahverkehr, den medizinischen Transport (Krankenwagen) und auch für Warenlieferungen.

## Strategischer Ausblick

### Konzeptautos
Mobius Motors hat die Ausweitung des Nutzens der Fahrzeuge auf Basis des erweiterbaren Leiterrahmens angekündigt. Dies eignet sich besonders zur Auslieferung von Erzeugnissen und Produkten zum lokalen Personentransport sowie als mobile medizinische Ambulanz. Die nächste Generation des Mobius II wird das erste Fahrzeug von Mobius Motors mit dieser Erweiterungseigenschaft sein. Außerdem beabsichtigt das Unternehmen, in Zukunft auch Hybrid- und Elektro-Antriebe anzubieten.
Mobius Motors plant die Expansion der Distributionsaktivitäten durch die Eröffnung weiterer Sales & Service-Zentren in Mombasa im Jahr 2019 und ferner im Westen von Kenia in Kisumu. In der ostafrikanischen Region fokussiert sich das Unternehmen auf die Märkte in Uganda und Tansania. Weitere Marktareale in Afrika zielen vornehmlich auf die westafrikanische Region, insbesondere Nigeria.

### Die geplante Produktion
Nach dem Erhalt der finanziellen Mittel der United States Overseas Private Investment Corporation (OPIC) verkündete Mobius Motors die Pläne einer eigenen Produktionsstätte. Die Anlage wird die erste dieser Art in Kenia sein, da andere Fahrzeughersteller sich lediglich auf Nutzfahrzeuge oder den leichten Zusammenbau von Komponenten konzentrieren. Von der neuen Fabrikanlage verspricht sich das Unternehmen größere Kontrolle über Zeitabläufe, Produktionsprozesse und den gesamten Produktionsrahmen. Somit vermeidet Mobius Motors historische Herausforderungen, die mit Verzögerungen der Fahrzeugproduktion einhergingen. Zusätzlich investiert das Unternehmen in einen erweiterten Forschungs- und Entwicklungsbereich, um zukünftige Produktentwicklungen und den allgemeinen Entwicklungsprozess zu beschleunigen.

## Mobius Motors in den Medien und in der Wissenschaft
Internationale Medienhäuser wie Forbes, Venture Beat, Fast Company, Wired und Reuters haben die Bemühungen hervorgehoben, dass Joel Jackson ein Fahrzeug für den oft übersehenen afrikanischen Markt entwickelt und sich dabei lokaler Talente bedient und diese fördert. Im Jahre 2017 schrieb die Stanford Business School eine Fallstudie über Mobius Motors und skizzierte das Engagement, ein afrikanisches Auto herzustellen, welches erschwinglich und haltbar für die lokalen Bedürfnisse und Straßenverhältnisse ist.